# Bertrand Poirier de Beauvais
Bertrand Poirier de Beauvais   (Richelieu, 19 de novembre de 1750 - manoir de Beauvais, 3 d'abril de 1826) fou un militar francès i oficial de la Vendée.

## Biografia
Assessor del rei en el seu gran consell el 1777, va emigrar l'agost de 1791. No obstant això, va ser enviat de nou a França per ordre dels prínceps per preparar una acció política que, no obstant tot, va fracassar. Acusat amb el seu pare de correspondre amb Guillaume-Chrétien de Lamoignon de Malesherbes, va ser arrestat. Bertrand és finalment alliberat, en canvi el seu pare fou guillotinat.
Es va retirar a Chinon, on va conèixer la victòria dels Vendeans a la batalla de Saumur. Després es va unir a l'exèrcit reial i catòlic, va romandre a Saumur fins i tot després de la sortida de l'exèrcit i va dirigir un reconeixement fins a Chinon.
Després es va convertir en oficial de l'artilleria de l'exèrcit catòlic i reial d'Anjou i Haut-Poitou, sota les ordres de Marigny. Participa en gairebé totes les batalles de l'exèrcit i participa al Gir de galerna.
Al desembre, a Ancenis, després de la travessia del riu pel general en cap La Rochejaquelein, va rebre instruccions dels vendeans que havien quedat a l'altra riba i sense notícies de reprendre el contacte amb ell. Poirier de Beauvais va aconseguir travessar el riu, però va caure malalt.
Finalment es va recuperar i es va unir a l'exèrcit de Stofflet, que va succeir a La Rochejaquelein, mort en acció. Poirier de Beauvais s'enfronta a les columnes infernals, llavors el 1795, participa en les negociacions de "La Jaunaye" però es negà, com Stofflet, a signar el tractat i a reconèixer la República. Després va ser enviat a Bretanya per representar Stofflet durant les "negociacions Mabilais" en 31 de març de 1795 entre els republicans i els chouans. També es nega a signar aquest tractat. Finalment, el 2 de maig, Stofflet, sense mitjans, resol signar. Poirier de Beauvais el va imitar però immediatament després va marxar Anglaterra.
Era a Londres quan li va arribar una còpia de les memòries del general republicà Louis Marie Turreau. Escandalitzat per les declaracions que llegeix, escriu, de setembre de 1796 a l'abril de 1797, les seves pròpies memòries sobre la guerra.
El 1800 fou autoritzat per Bonaparte a tornar a França. Es va retirar a la seva propietat a Chinon, on va viure pacíficament fins a la seva mort el 1826.